# 魯奎雅·賓·穆罕默德
魯奎雅·賓·穆罕默德（阿拉伯语：‎，Ruqayya bint Muhammad），出生於601年左右的麥加，是伊斯蘭教先知穆罕默德與妻子海迪徹的次女。
魯奎雅原先與穆罕默德的堂兄弟烏特巴·本·阿比·拉哈布訂婚。後來烏特巴在父親阿卜列霍貝的壓力下，解除了與魯奎雅的婚約。615年左右魯奎雅與已成為穆罕默德同伴並昄依伊斯蘭教的奧斯曼·本·阿凡結婚，兩人有一個兒子阿卜杜拉·本·奧斯曼，但他在五歲時夭折。魯奎雅在624年因病去世。